# AMG-1045
AMG-1045 é uma rodovia brasileira do estado de Minas Gerais que faz parte do Circuito das Águas. A rodovia, que é pavimentada e tem 3,3 km de extensão, liga as rodovias federais BR-267 e BR-354, no município de Caxambu, à sede do município de Baependi.